# (5106) Mortensen
(5106) Mortensen (1987 DJ) – planetoida z pasa głównego asteroid okrążająca Słońce w ciągu 5 lat i 93 dni w średniej odległości 3,02 j.a. Została odkryta 19 lutego 1987 roku.